# Juan García Barzanallana
Juan García Barzanallana Pertierra (Naraval, 1779-Madrid, 15 de mayo de 1845) fue un político español.

## Reseña biográfica
Asturiano, combatió en la guerra de la Independencia española Tras la guerra fue general de prisiones en Madrid, donde se casó con María de la Soledad García de Frías y Germán, con la que tuvo a los futuros políticos Manuel y José García Barzanallana.
Ocupó varios cargos públicos, siendo durante el Trienio Liberal administrador de aduanas en Santander y posteriormente jefe del puerto de Cádiz e intendente en Cartagena, Salamanca y Zaragoza. Siendo intendente de Zaragoza fue nombrado jefe político superior interino de la provincia de Zaragoza, cargo que ocupó del 26 de diciembre de 1836 al 12 de enero de 1837.
Tras volver a la capital ocupó nuevos puestos en el gobierno como el de director general de aduanas. También fue senador por la provincia de Oviedo (1843-1845).